# Sargus holosericeus
Sargus holosericeus är en tvåvingeart som beskrevs av Johann Ludwig Christian Gravenhorst 1807. Sargus holosericeus ingår i släktet Sargus och familjen vapenflugor. Inga underarter finns listade i Catalogue of Life.